# Cultura megalítica da Europa

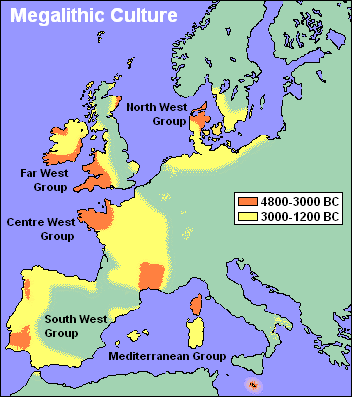
Desenvolvimento da cultura megalítica da Europa

A cultura megalítica europeia foi uma civilização pré-histórica e pré-literata baseada principalmente na Europa Ocidental e que deixou um legado de grandes monumentos de pedra (ou megalitos) dispersos através do continente. Calcula-se que as primeiras destas construções, encontradas na Península Ibérica, datem de aproximadamente 5000 a.C., antecipando desta forma as pirâmides do Antigo Egito por cerca de dois milénios.

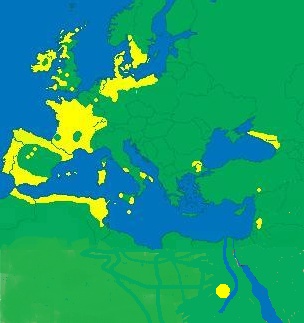
Distribuição de estruturas megalíticas na Europa, Norte de África e Sudoeste da Ásia

Constituídas originalmente de tumbas comunais e outras estruturas bastante simples, o desenho dos megalitos evoluiu posteriormente para incluir as fileiras de pedras da Bretanha e as centenas de círculos de rochas da ilhas britânicas, dos quais o mais famoso é Stonehenge. Muitas destas construções têm sido demonstradas como possuindo significativos alinhamentos astronômicos, embora sua função ainda permaneça misteriosa – um facto que não impediu infindáveis especulações. Não obstante certo número de símbolos artísticos intrigantes e distintos terem sido descobertos, é praticamente certo que esta antiga cultura não tinha uma forma de escrita própria e consequentemente, temos de confiar quase que totalmente na arqueologia para revelar sua história.

## Tipos de megálitos

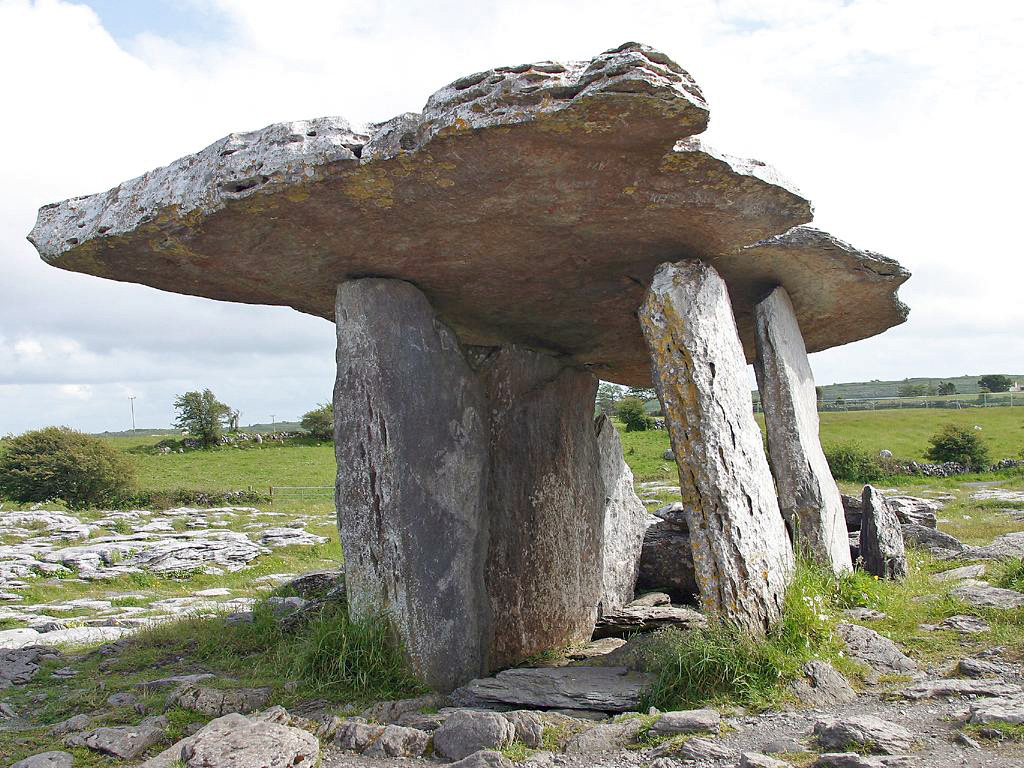
Dólmen Poulnabrone, Irlanda.

O tipo mais comum de construção megalítica na Europa é o dólmen – uma câmara consistindo de pedras colocadas em posição vertical (orthostats) com uma ou mais pedras de cobertura, formando um telhado. Muitas destas, embora não todas, contêm traços de restos humanos, e é discutido se o seu uso como local de sepultamento era sua função principal. Embora geralmente conhecidas por dolmens, existem muitos nomes locais como anta em Portugal, stazzone em Sardenha, hunnebed em Holanda, Hünengrab na Alemanha, dysser em Dinamarca e cromlech em Gales.
Outro tipo de monumento megalítico que ocorre através da área ocupada por esta cultura é a pedra vertical isolada, ou menir. Foi demonstrada que algumas delas possuíam funções astronómicas como marcadores ou previsores, e em alguns sítios existem longos e complexos alinhamentos destas rochas – sendo um dos mais famosos o de Carnac na Bretanha.
Nas ilhas britânicas o tipo mais conhecido é o círculo de pedras (cromlech), do qual existem centenas de exemplos, incluindo Stonehenge e Avebury. Estes dois exibem evidência clara de alinhamentos astronómicos, tanto solar quanto lunar. Stonehenge, por exemplo, é famoso por seu alinhamento do solstício (embora se originalmente se destinava ao solstício de inverno ou de verão, é motivo de discussão). Exemplos de círculos de pedra, embora raros, também são encontrados na Europa Continental.

## Outras estruturas
Associados com construções megalíticas através da Europa existem frequentemente grandes baluartes de vários desenhos – fossos e bancos, grandes terraços, áreas circulares conhecidas como henges e muitas vezes, outeiros artificiais como Silbury Hill na Inglaterra e Monte d’Accoddi na Sardenha. Por vezes, como em Glastonbury Tor na Inglaterra, teoriza-se que uma colina natural tenha sido artificialmente esculpida para formar um labirinto ou padrão em espiral na turfa.
Espirais eram, evidentemente, um motivo importante para os construtores megalíticos, e têm sido encontradas esculpidas em estruturas megalíticas por toda a Europa – juntamente com outros símbolos tais como bolinhas, padrões de olhos, ziguezagues em várias configurações e marcas de taça e anel. Embora claramente não seja uma forma de escrita no sentido moderno do termo, estes símbolos, não obstante, possuíam sentido para seus criadores e são notavelmente consistentes através de toda a Europa Ocidental.

## Distribuição e desenvolvimento

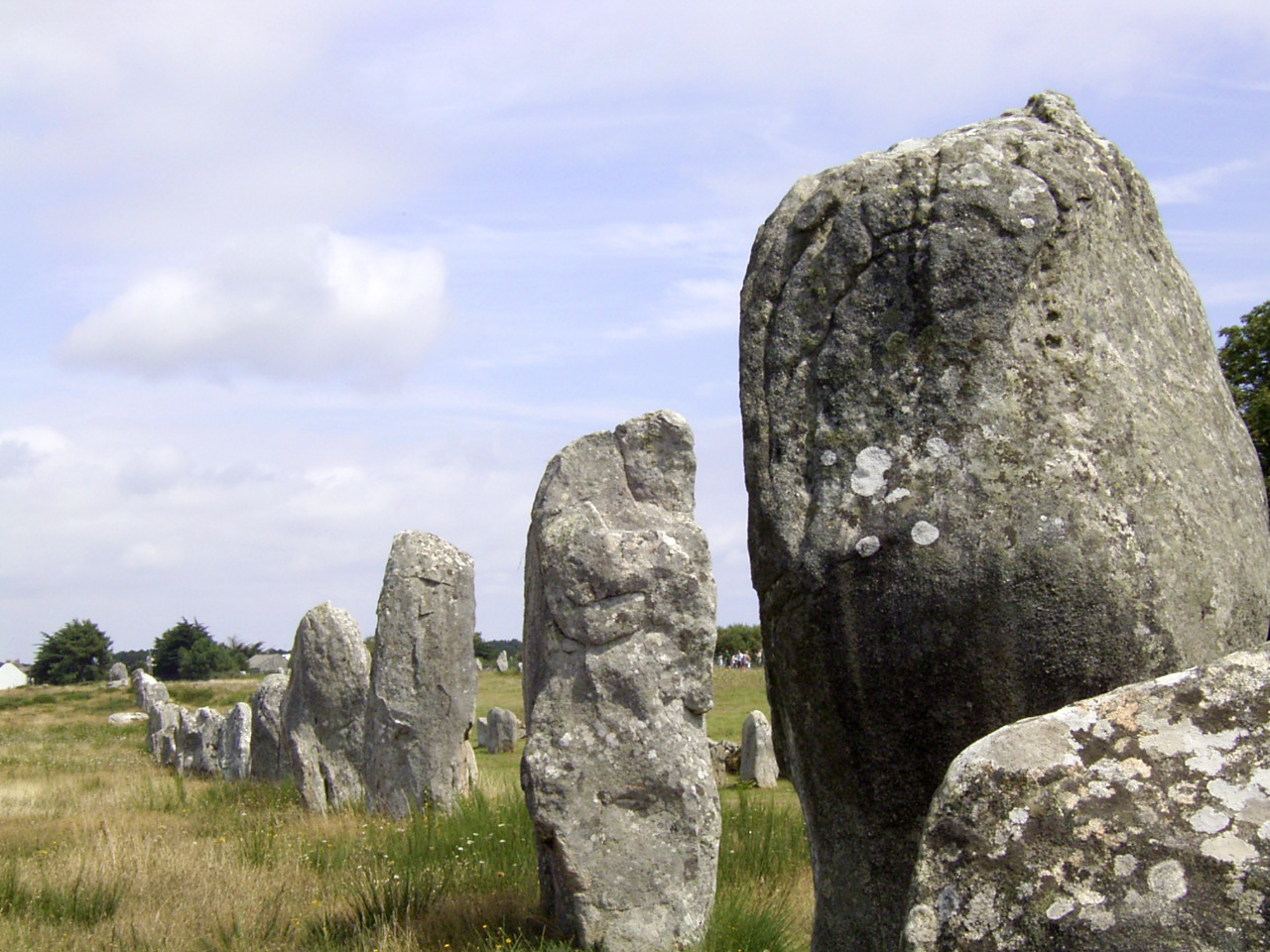
Megálitos de Carnac, Bretanha.

A distribuição de construções megalíticas indica fortemente que esta cultura foi disseminada por marinheiros. Conjuntamente com os mais antigos sítios encontrados nas costas atlânticas das Bretanha e Portugal, datando de cerca de 4800 AC, as técnicas de construção e outros traços culturais espalhou-se gradualmente para outras áreas costeiras, e daí para o interior através dos grandes sistemas fluviais. Os arqueólogos geralmente distinguem cinco regiões geográficas dentro da cultura megalítica, que exibem certas características locais em acréscimo às tendências gerais continentais. São estas o Grupo Noroeste (norte da Alemanha, Países Baixos e Dinamarca), Grupo do Extremo Oeste (Grã-Bretanha), Grupo Centro-Oeste (noroeste de França), Grupo Sudoeste (Península Ibérica) e Grupo Mediterrâneo (Malta e Sardenha, Córsega e Ilhas Baleares e costas circundantes).
Como a cultura que criou a cultura megalítica não deixou registros decifráveis, sua filiação linguística permanece completamente obscura. Tem sido argumentado, todavia, que a disseminação das línguas indo-europeias na Europa coincidiu com a introdução da agricultura durante o período Neolítico. Se assim for, os construtores de megálitos falavam um dialeto primitivo do indo-europeu, alguns termos nos quais podem ter sobrevivido em nomes de rios e outros acidentes geográficos através da Europa Ocidental. A cultura megalítica perdurou até o estágio do neolítico denominado explosão vaso campaniforme em cerca de 2500 aC, a qual introduziu o período Calcolítico – uma fase preliminar da Idade do Bronze. Foi esta era que testemunhou o completo florescimento do desenho megalítico em áreas tais como as ilhas da Grã-Bretanha com seus círculos de pedra e a Bretanha com seus alinhamentos.
Por causa de inumações bem-preservadas deste período na Europa Setentrional, tais como o da garota de Egtved na Dinamarca, sabemos mesmo algo sobre os estilos de vestuário usados por aquelas pessoas. A maioria dos seus ornamentos era feitos de lã, mas adornos pessoais de bronze, tais como braceletes, eram comuns.

## Mitos modernos
Sendo uma civilização antiga e pouco conhecida, a cultura megalítica atraiu numerosos mitos através dos séculos. As indubitáveis funções astronómicas de muitas das estruturas têm gerado em tempos recentes especulações sobre leys e misteriosas energias telúricas, enquanto os próprios monumentos têm sido apropriados por diferentes grupos da Nova Era para seus fins específicos. Alguns, tais como as Rollright Stones na Inglaterra foram compradas por neopagãos. Existem também teorias ligando a cultura megalítica com o mito da Atlântida.

## Cronologia
- Cerca de 6900 a.C: Construções em Israel (Atlit Yam).
- Cerca de 5000 a.C: Nos finais do VI milénio a.C. dá-se início à primeira fase de construção do Cromeleque dos Almendres em Portugal (Évora). Emergência do período Neolítico, a idade da agricultura.
- Cerca de 4800 a.C: Construções na Bretanha (Barnenez) e Portugal (Mourão).
- Cerca de 4500 a.C: Construções no Egito (Nabta Plaia).
- Cerca de 4000 a.C: Construções na Bretanha (Carnac), Portugal (Lisboa), França (central e meridional), Córsega, Inglaterra e Gales.
- Cerca de 3700 a.C: Construções na Irlanda (Knockiveagh e em outros lugares).
- Cerca de 3600 a.C: Construções na Inglaterra (Maumbury Rings e Godmanchester) e Malta (templos de Ggantija e Mnajdra).
- Cerca de 3500 a.C: Construções na Ibéria (Málaga e Guadiana), Irlanda (sudoeste), França (Arles e ao norte), Sardenha, Sicília, Malta (e em outros locais no Mediterrâneo), Bélgica (nordeste) e Alemanha (central e sudoeste).
- Cerca de 3400 a.C: Construções na Irlanda (Newgrange), Holanda (nordeste), Alemanha (setentrional) e Dinamarca.
- Cerca de 3200 a.C: Construções em Malta (templos de Hagar Qim e Tarxien)
- Cerca de 3000 a.C: Construções em França (Saumer, Dordogne, Languedoc, Biscaia e costa do Mediterrâneo), Ibéria (Los Millares), Sicília, Bélgica (Ardennes) e Orkney, bem como os primeiros henges (baluartes circulares) na Bretanha.
- Cerca de 2800 a.C: Clímax da cultura megalítica em Dinamarca, e a construção do henge em Stonehenge.
- Cerca de 2500 a.C: Construções na Bretanha (Le Menec, Kermario e em outros locais), Itália (Otranto), Sardenha e Escócia (nordeste), mais o clímax da cultura megalítica na Ibéria, Alemanha, Irlanda e Grã-Bretanha (cromlech de Stonehenge). Este período deu origem ao Calcolítico, a idade do cobre.
- Cerca de 2400 a.C: A cultura megalítica domina a Grã-Bretanha e centenas de pequenos círculos de pedra são construídos na Grã-Bretanha nesta época.
- Cerca de 2000 a.C: Construções na Bretanha (Er Grah), Itália (Bari), Sardenha (setentrional) e Escócia (Callanish).
- Cerca de 1800 a.C: Construções na Itália (Giovinazzo).
- Cerca de 1500 a.C: Construções em Portugal (Alter Pedroso e Mourela).
- Cerca de 1400 a.C: Sepultamento da garota de Egtved na Dinamarca, cujo corpo é um dos mais bem preservados deste tipo.
- Cerca de 1200 a.C: Últimos vestígios da tradição megalítica no Mediterrâneo e em outros locais chegam ao fim durante a expansão populacional generalizada conhecida na história antiga como a Invasão dos Povos do Mar.